# Noáin (Navarra)
Noáin (Spanisch: Noain) ist eine Gemeinde in Navarra, Spanien. Die Hauptsiedlung ist Noáin, ein Vorort im südlichen Teil der Agglomeration von Pamplona und mit vielen Industriegebieten. Die Gemeinde umfasst auch mehrere ländliche Dörfer. Der Flughafen Pamplona befindet sich in Noáin.

## Gliederung
Die Gemeinde besteht aus 10 Weilern:
- Elorz
- Ezperun (unbewohnt)
- Guerendain
- Imárcoain
- Oriz
- Otano
- Torres de Elorz
- Yárnoz
- Zabalegui
- Zulueta